# Selig (Filmgesellschaft)
Die Selig Polyscope Company war eine US-amerikanische Filmproduktionsgesellschaft, die 1896 von William Nicholas Selig in Chicago gegründet wurde. Selig war die erste Filmgesellschaft, die in Kalifornien ein Studio errichtete. Die Gesellschaft produzierte von 1898 bis 1918 über 1500 Filme. Am bekanntesten sind ihre Western mit Tom Mix. Nach dem Ende der Produktion wurde die Gesellschaft in einen Zoo umgewandelt.

## Geschichte

### Allgemein

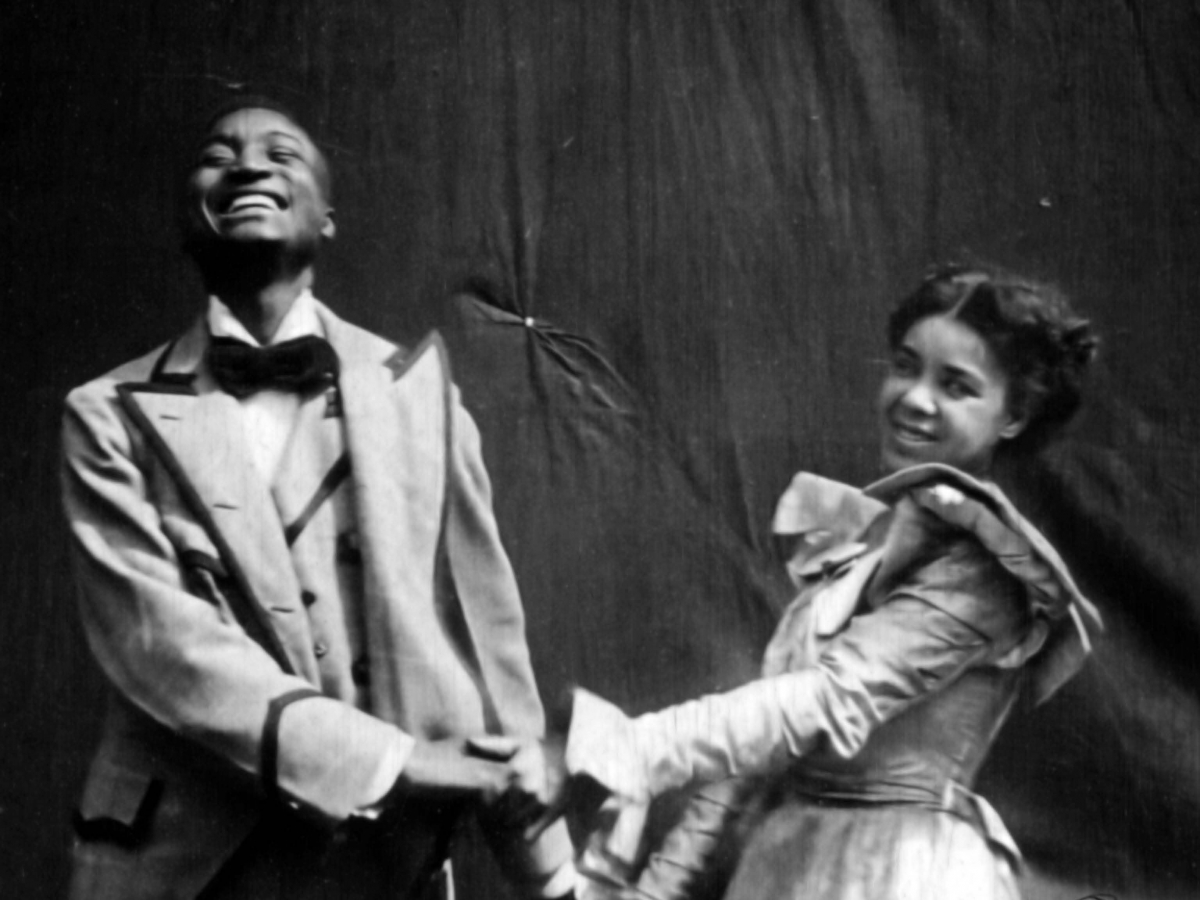
Szene aus dem Film Something Good – Negro Kiss (1898)

William Nicholas Selig hatte als Zauberkünstler und Manager einer Minstrel-Show an der Westküste Kaliforniens gearbeitet. In Chicago versuchte er mit eigenen Vorführgeräten (frei von den Patentbeschränkungen durch Thomas Edison) in das beginnende Filmgeschäft einzusteigen. 1896 drehte er mit der Hilfe von Andrew Schustek seinen ersten Film: Tramp and the Dog. In der Folge war er erfolgreich mit der Produktion von Nachrichtenfilmen über lokale Attraktionen und Ereignisse (Märsche, Jahrmärkte, Boxkämpfe), frühen Slapstick-Komödien, Reisefilmen und Industriefilmen. 1909 hatte Selig Studios in Chicago und Kalifornien, in denen Kurzfilme produziert wurden; außerdem belieferte Selig andere Gesellschaften mit Aufnahmen und Zwischentiteln. Die Gesellschaft war vor allem für spektakuläre Tierfilme, Historienstreifen und frühe Western bekannt.
In ihren frühen Jahren hatte die Gesellschaft Kämpfe mit den Anwälten Thomas Edisons auszustehen. 1909 legten Selig und eine Reihe anderer Gesellschaften die Auseinandersetzungen bei, indem sie zusammen mit Edison einen Verbund gründeten, die Motion Picture Patents Company, die, ähnlich einem Kartell, die Industrie dominierte, bis der Oberste Gerichtshof 1913 und 1915 bestimmte, dass der Verbund ein rechtswidriges Monopol errichtet habe.
In den Folgejahren exportierte die Gesellschaft ihre Filme erfolgreich nach Großbritannien und unterhielt mehrere Jahre eine Dependance in London. Der Erste Weltkrieg führte zu einem empfindlichen Rückgang der Gewinne, die Selig durch den Verleih ihrer Filme in Europa erzielt hatte. Zugleich verpasste die Firma den neuen Trend hin zu längeren und anspruchsvolleren Filmen. Selig musste schließlich Konkurs anmelden und stellte 1918 ihre Produktion ein.
Nur wenige Filme der Selig Polyscope Company sind erhalten.

### Kalifornien
Südkalifornien war aus mehreren Gründen attraktiv für Selig: Es bot mildes und trockenes Klima, zahlreiche spektakuläre Szenerien für Außenaufnahmen und relative Ferne von Edisons Anwälten von der Ostküste. 1909 errichtete Selig daher ihr erstes Studio in Edendale nahe Los Angeles. Die Studios wurden rasch erweitert und wurden bald Seligs Hauptsitz. Die Gesellschaft produzierte hunderte von Kurzfilmen in Edendale, vor allem Western mit Tom Mix. Daneben waren vor allem Seligs Tierfilme erfolgreich (unter anderem eine Nachschöpfung von Präsident Theodore Roosevelts afrikanischer Großwildjagd).

### Der Cliffhanger
1913 produzierte Selig in Kooperation mit der Chicago Tribune The Adventures of Kathlyn, eine sehr erfolgreiche dramatische Folge von Fortsetzungsfilmen, die immer dann endeten, wenn die Heldin (dargestellt von Kathlyn Williams) in höchster Gefahr schwebte, z. B. über einem Abgrund an einer Klippe oder einem Felsen hängend. Diese Technik der Publikumsbindung wurde bekannt als Cliffhanger. Die Geschichte jeder Fortsetzung wurde zeitgleich in der Zeitung abgedruckt, deren Auflage dadurch um zehn Prozent stieg.

### Der Zoo

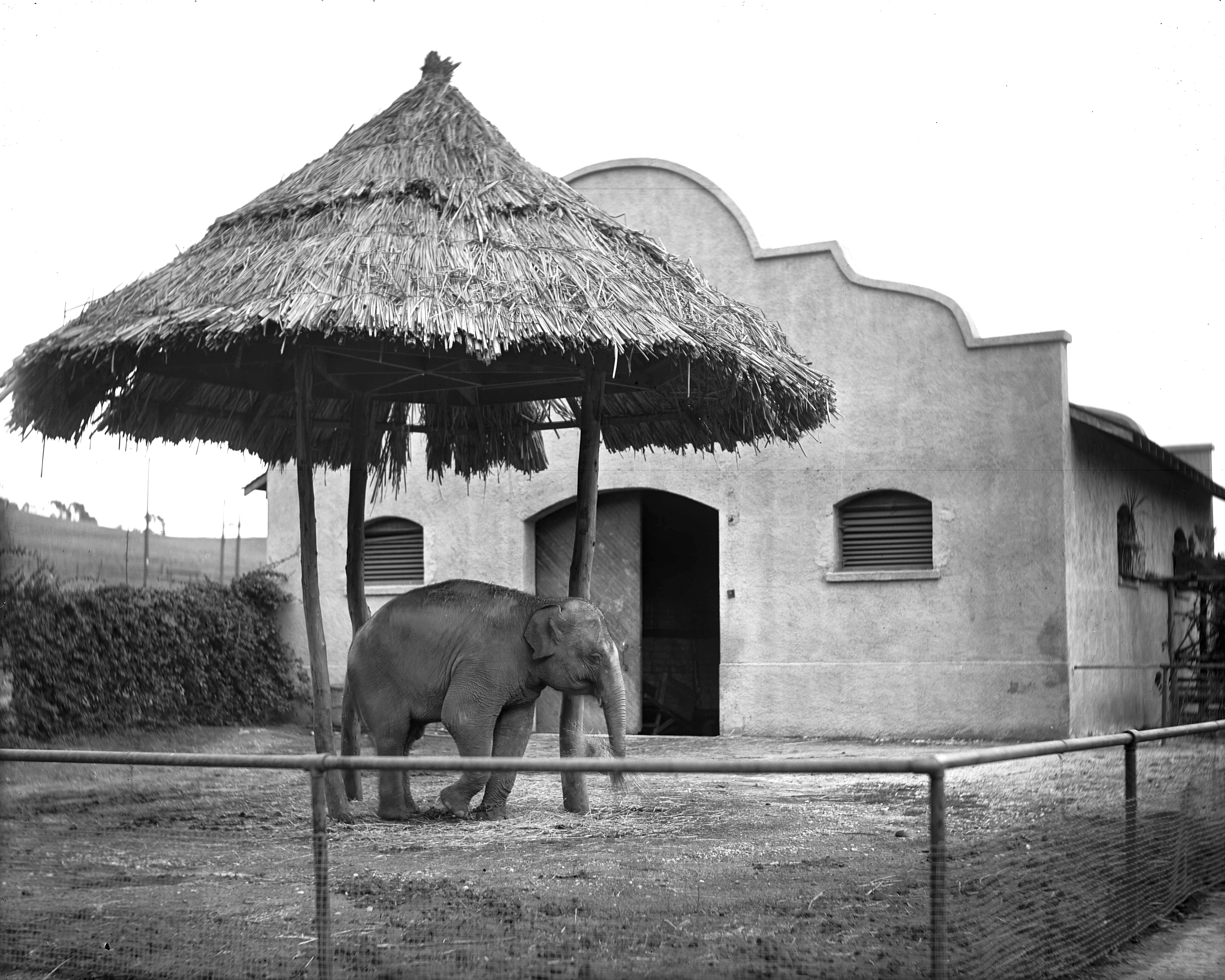
Asiatischer Elefant im Selig Zoo

1913 hatte Selig eine so große Menge wilder Tiere in seinem Besitz, dass die Gesellschaft auf einem 32 Hektar großen Stück Land in Lincoln Heights nordöstlich von Los Angeles einen für die Öffentlichkeit zugänglichen Zoo errichtete. 1917 verkaufte William Nicholas Selig sein Studio in Edendale an William Fox und zog mit seiner Gesellschaft nach Lincoln Heights, neben den Zoo.
Trotz des Konkurses des Studios 1918 blieb der Zoo rentabel, auch weil viele andere Gesellschaften dort Tiere mieteten oder direkt auf dem Gelände des Zoos drehten. Wiliam Nicholas Selig plante, den Zoo in eine noch größere Touristenattraktion namens Selig Zoo Park umzuwandeln, eine Mischung aus Zoo und Freizeitpark, jedoch nur ein einziges Karussell errichtete. 1923 wurde die riesige Sammlung der Gesellschaft an Requisiten und Kulissen auf dem Gelände des Zoos versteigert. Der Zoo selber wurde schließlich während der Depressionszeit verkauft und aufgelöst.

## Filme
- 1898: Something Good – Negro Kiss
- 1908: Der Graf von Monte Christo